# Эй-Кью
Эй-Кью (яп. 瑛九 Эйкю:, англ. Ei-Q; 28 апреля 1911, Миядзаки — 10 марта 1960, Токио) — японский фотограф и художник. Настоящее имя — Хидэо Сугита (яп. 杉田秀夫 Сугита Хидэо).

## Биография
Первые свои работы Эй-Кью подписывал своим настоящим именем Сугита Хидэо.
В 1925 году он изучал западное изобразительное искусство в школе искусств Нихон Бидзюцу Сэнмон Гакко: (яп. 日本美術専門学校).
В 1927 году возвращается в Миядзаки, однако в том же году снова уезжает в Токио. Пробует себя в области художественной критики, пишет статьи для таких журналов, как «Ателье» и «Мицуи».
В 1930 году становится членом восточной фотографической школы. С тех пор занимается как живописью, так и фотографией и, в частности, фотограммами.
В 1935 году, находясь под влиянием сюрреалистической эстетики, готовит к публикации сборник фото-дессин (как он сам их называл) — слияние фотограмм и картин. В это же время публикует эссе, продвигающие фотографию как форму искусства, независимую от живописи. Сборник, получивший название Nemuri no riyū (眠りの理由, «Основания для сна»), вышедший в следующем году, вывел его на передний план японского авангарда. Акико Окацука оценивает работы Ei-Q (псевдоним, которым  Хидео Сугита стал себя называть в 1935 году) как выделяющиеся среди многих японских экспонентов фотограмм, за счёт способности использования их для выразительных, а не просто развлекательных целей.
В 1936 году вступает в члены Синдзидайога-тэн — (Группа Западного искусства Новой Эры). Создаёт серию фоторабот «Основания для сна».
В 1937 году для Эй-Кью наступает период сложных отношений с Ассоциацией свободных художников (яп. 自由美術協会).
В 1951 году основывает Дэмокурато Бидзюцука-кюкай (Ассоциацию демократических художников), также организовывает её первую выставку. Членство в ассоциации осуществлялось только по приглашениям, но идея заключалась в поощрении свободного выражения мнений членов, в число которых входили художники по ксилографии, дизайнеры, фотографы и другие представители искусства. В их число входил и Эйко Хосоэ, на которого Эйкю оказал существенное влияние. В это же время заводит дружбу с Тосинобу Оносато. Создаёт фотосерию «Мечты» в фотографических образах и выпускает эти снимки в виде гравюр. Также осваивает офорт, литографию и другие художественные способы самовыражения.

## Участие в выставках (избранное)
- 1934 — 1-я выставка художественной ассоциации Миядзаки
- 1937 — 1-я выставка Ассоциации свободных художников (яп. 自由美術協会)
- 1951 — 1-я выставка демократического искусства, Осака, Музей искусств
- 1957 — 1-е токийское биеннале живописи и графики, Токио, Национальный музей современного искусства
- 1960 — Развитие искусства сюрреализма, Токио, Национальный музей современного искусства
- 1982 — Выставка фотограмм: Ман Рэй, Мохой-Надь, Эй-Кью, Ямагути Масанари, Фукуока, Художественный музей[какой?]
- 1986 — Япония Авангарда 1910—1970, Париж, Центр Жоржа Помпиду
- 1997 — Светлый след в модернизме — Онти Косиро, Сиихара Осаму, Эй-Кью, Токио, Национальный музей современного искусства